# Melandrya incostata
Melandrya incostata is een keversoort uit de familie zwamspartelkevers (Melandryidae). De wetenschappelijke naam van de soort werd in 1889 gepubliceerd door Léon Marc Herminie Fairmaire.